# Karl Walser
Karl Walser (Bienne, 8 aprile 1877 – Berna, 28 settembre 1943) è stato un pittore e scenografo svizzero di lingua tedesca.

## Biografia
Primogenito di Adolf Walser ed Elisa Marti in una famiglia di otto fratelli, tra i quali lo scrittore Robert Walser, frequentò la "Kunstgewerbeschule" (scuola d'arte applicata) di Strasburgo, come disegnatore e illustratore, lavoro che svolse dal 1901 presso l'editore Bruno Cassirer a Berlino. Nel 1902 espose alla Secessione di Berlino e divenne amico di Max Liebermann, Lovis Corinth e Max Slevogt.
Dal 1903 lavorò come scenografo, tra l'altro per il Theater am Schiffbauerdamm con Max Reinhardt, illustrò libri del fratello (con il quale condivideva l'appartamento nel quartiere Charlottenburg) e si dedicò alla pittura, compiendo anche un viaggio di studio in Giappone nel 1908.
Nel 1910 sposò Agnes Hedwig Czarnetzki, d'origine prusso-orientale. Dal 1911 produsse murales (ad esempio nella Villa Goose di Königstein im Taunus), per Hugo Cassirer, Walther Rathenau e altri.
Nel 1917 tornò in Svizzera, dove lavorò su affreschi e incisioni per poi tornare nuovamente a Berlino nel 1921 dove partecipò alle iniziative della Freien Secession, un gruppo di artisti guidato da Max Liebermann.
Negli anni successivi continuò a lavorare per il teatro, prima di tornare definitivamente in Svizzera nel 1925. Partecipò a numerose mostre e produsse nuovi murales per edifici pubblici di Zurigo e Berna.
Dal 1927 fu membro dell'Accademia delle arti di Prussia.
Dal 1933 al 1937 disegnò le copertine per le opere complete di Thomas Mann presso S. Fischer Verlag.
Nell'autunno del 1943, morì per una crisi cardiaca.